# Hünerli, Beşikdüzü
Hünerli là một xã thuộc huyện Beşikdüzü, tỉnh Trabzon, Thổ Nhĩ Kỳ. Dân số thời điểm năm 2011 là 320 người.